# 傑里邁亞·戴
傑里邁亞·戴（英語：Jeremiah Day，1773年8月3日—1867年8月22日），美國教育家，在1817年到1846年間擔任耶魯學院的第五任校長。他來自英國伊普斯威奇（Ipswich）。在1634年，定居於麻省劍橋。後來成為哈特福的其中一位持有人。